# Steenkruipers
De steenkruipers of platte grondels (Balitoridae) vormen een familie uit de orde van de Karperachtigen (Cypriniformes).
De meeste soorten leven in snelstromend, helder en zuurstofrijk water. Sommige soorten uit de onderfamilie Balitorinae hebben speciaal aangepaste vinnen om zich vast te kunnen houden aan stenen. De soorten hebben meerdere baarddraden rond de bek. De familie omvat meer dan 600 soorten in meer dan 60 geslachten. Veel soorten worden in aquaria gehouden.

## Classificatie
De volgende geslachten worden onderscheiden:
- Onderfamilie Balitorinae (Steenkruipers)
  - Annamia Hora, 1932
  - Balitora J. E. Gray, 1830
  - Beaufortia Hora, 1932
  - Bhavania Hora, 1920
  - Crossostoma 
  - Cryptotora Kottelat, 1998
  - Erromyzon Kottelat, 2004
  - Gastromyzon Günther, 1874
  - Glaniopsis Boulenger, 1899
  - Hemimyzon Regan, 1911
  - Homaloptera van Hasselt, 1823
  - Hypergastromyzon T. R. Roberts, 1989
  - Jinshaia Kottelat & X. L. Chu, 1988
  - Katibasia Kottelat, 2004
  - Lepturichthys Regan, 1911
  - Liniparhomaloptera P. W. Fang, 1935
  - Metahomaloptera H. W. Chang, 1944
  - Nemacheilus Bleeker, 1863
  - Neohomaloptera Herre, 1944
  - Oreonectes Günther, 1868
  - Paraprotomyzon Pellegrin & P. W. Fang, 1935
  - Parhomaloptera Vaillant, 1902
  - Plesiomyzon C. Y. Zheng & Yi-Yu Chen, 1980
  - Protomyzon Hora, 1932
  - Pseudogastromyzon Nichols, 1925
  - Schistura McClelland, 1838[2]
  - Sewellia Hora, 1932
  - Sinogastromyzon P. W. Fang, 1930
  - Sinohomaloptera 
  - Traccatichthys Freyhof & Serov, 2001
  - Travancoria Hora, 1941
  - Vanmanenia Hora, 1932
- Onderfamilie Nemacheilinae (Bermpjes)
  - Aborichthys B. L. Chaudhuri, 1913
  - Acanthocobitis W. K. H. Peters, 1861
  - Barbatula H. F. Linck, 1790
  - Barbucca T. R. Roberts, 1989
  - Dzihunia Prokofiev, 2001
  - Ellopostoma Vaillant, 1902
  - Heminoemacheilus S. Q. Zhu & W. X. Cao, 1987
  - Ilamnemacheilus Coad & Nalbant, 2005
  - Indoreonectes Rita & Nalbant, 1978
  - Lefua Herzenstein, 1888
  - Longischistura 
  - Mesonoemacheilus Bănărescu & Nalbant, 1982
  - Micronemacheilus Rendahl (de), 1944
  - Neonoemacheilus S. Q. Zhu & Q. Z. Guo, 1985
  - Paracobitis Bleeker, 1863
  - Paranemachilus S. Q. Zhu, 1983
  - Physoschistura Bănărescu & Nalbant, 1982
  - Protonemacheilus J. X. Yang & X. L. Chu, 1990
  - Sectoria Kottelat, 1990
  - Seminemacheilus Bănărescu & Nalbant, 1995
  - Sphaerophysa W. X. Cao & S. Q. Zhu, 1988
  - Sundoreonectes Kottelat, 1990
  - Triplophysa Rendahl (de), 1933
  - Tuberoschistura Kottelat, 1990
  - Turcinoemacheilus Bănărescu & Nalbant, 1964
  - Vaillantella Fowler, 1905
  - Yunnanilus Nichols, 1925